# Venceslau Brás Pereira Gomes
Venceslau Brás Pereira Gomes (Brasópolis (llavors São Caetano da Vargem Grande), 26 de febrer de 1868 — Itajubá, 15 de maig de 1966) va ser un advocat i polític brasiler; president de Brasil entre 1914 i 1918, amb un petit allunyament d'un mes el 1917 per una malaltia. El seu vicepresident va ser Urbano Santos da Costa Araújo.